# John Lawrence
Ne doit pas être confondu avec John Lawrence (missionnaire).
John Lawrence, 1er baron Lawrence né John Laird Mair Lawrence le 4 mars 1811 à Londres et mort le 27 juin 1879 dans la même ville, est un homme politique britannique qui fut Vice-Roi des Indes de 1864 à 1869.

## Biographie
Il entre en 1830 dans l'armée du Bengale et devient, lors de la Première guerre anglo-sikhe, responsable des établissements du Penjab. En 1859, il quitte l'armée. Il est nommé gouverneur général et vice-roi des Indes en 1864, fonctions qu'il quitte en 1869.
Il meurt à Londres en 1879 et est inhumé dans la nef de l'abbaye de Westminster.
Jules Verne fait erreur dans son roman La Maison à vapeur (partie 1, chapitre III) lorsqu'il écrit que « John Laurence » (sic) est tué lors de la campagne du « Pendjab » en 1859.